# Elecciones al Parlamento Europeo de 2019 (Malta)
Las elecciones al Parlamento Europeo de 2019 en Malta tuvieron lugar el 25 de mayo de 2019, con el propósito de elegir a los seis eurodiputados malteses del Parlamento Europeo. Las elecciones municipales tuvieron lugar simultáneamente.
Los seis diputados malteses son elegidos por sufragio universal directo por ciudadanos malteses y ciudadanos de la Unión Europea mayores de 18 años. La votación se llevó a cabo según el procedimiento de voto único transferible. Los votantes clasifican a los diferentes candidatos en orden de preferencia. Además, para ser elegido, un candidato debe superar una cuota de votos calculada previamente (número de votos válidos emitidos dividido por el número de escaños más 1). Los votos adicionales que este candidato haya recopilado se redistribuyen entre los candidatos restantes de acuerdo con las preferencias de los votantes.

## Resultados
| Lista | Lista                            | Grupo | Votos   |       | Escaños |
| ----- | -------------------------------- | ----- | ------- | ----- | ------- |
|       | Partido Laborista (PLM)          | S&D   | 141.267 | 54,29 | 4       |
|       | Partido Nacionalista (PNM)       | PPE   | 98.611  | 37,90 | 2       |
|       | Imperium Europa (IE)             | -     | 8.238   | 3,17  | -       |
|       | Partido Demócrata (PDM)          | -     | 5.276   | 2,03  | -       |
|       | Alternativa Democrática (AD)     | -     | 1.866   | 0,72  | -       |
|       | Alianza por el Cambio (AB)       | -     | 1.186   | 0,46  | -       |
|       | Movimiento Patriota Maltés (MPM) | -     | 771     | 0,30  | -       |
|       | Brain                            | -     | 323     | 0,12  | -       |
|       | Independientes                   | -     | 2.674   | 1,03  | -       |
| Total | Total                            | Total | 260.212 |       | 6       |